# جدول (مجرى مائي)

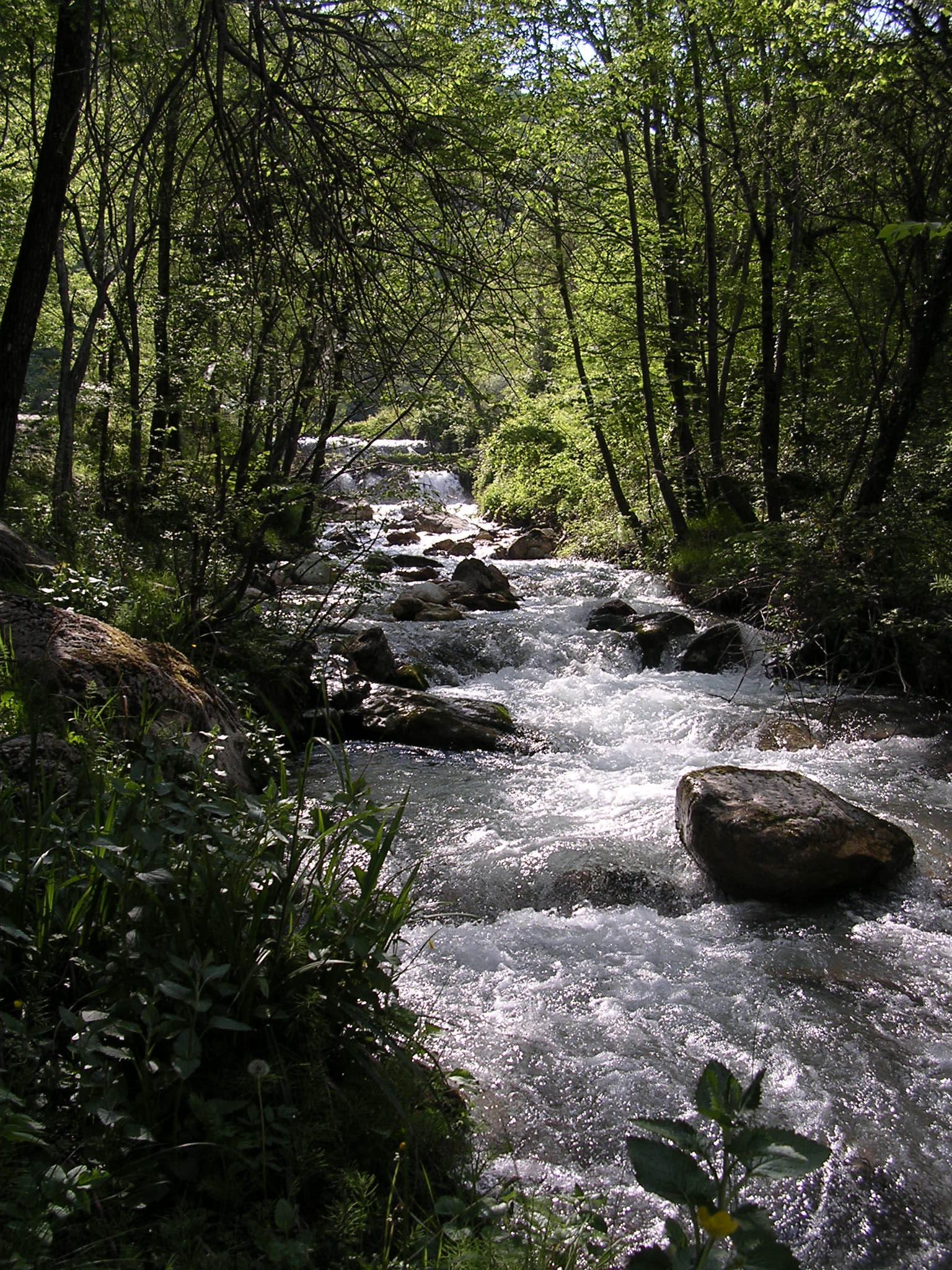
جدول عنبر في إيطاليا

الجدول (الجمع: جَدَاوِل) أو الغدير[محل شك] (الجمع: غُدْر، غُدُر، غُدْران) هو أحد الموارد المائية السطحية، وهو نهر صغير دائم الجريان على عكس الشعيب، ويتغذى من المياه الجوفية غالبا عبر ينبوع واحد أو مزرعة ينابيع ويزداد منسوبه بطبيعة الحال بزيادة هطول الأمطار أو عندما يستمد جريانه من ينبوع زير الماء، ويسمى الجدول الصغير جديول وعندما تتشكل عدة الجداول وتندمج تشكل نهرًا.

## أنواع الجداول
تنقسم الجداول حسب غزارتها وشكل مسطحها إلى :
- الساقية
- النهير
- الرافد
- الغدير

## السيل
أحد الظواهر الطبيعية التي تقع نتيجة لهطول أمطار غزيرة على المرتفعات وانحدار المياه المتجمعة بشدة في الأودية بحيث تجرف ما تلاقيه في طريقها.